# Confederación de Tecumseh
La Confederación de Tecumseh fue un grupo de tribus nativas americanas en la región de los Grandes Lagos, formada a principios del siglo XIX bajo las enseñanzas del líder shawnee Tenskwatawa. A lo largo de varios años, el grupo creció y llegó a contar con varios miles de guerreros. En 1808, el hermano de Tenskwatawa, Tecumseh, se convirtió en el líder de la confederación. Juntos, trataron de unir a las diferentes tribus para resistir a los colonizadores estadounidenses que estaban cruzando los Apalaches y recuperando sus tierras tradicionales.
En noviembre de 1811, el ejército de los EE. UU. dirigido por William Henry Harrison se enfrentó a los guerreros nativos americanos aliados con Tenskwatawa en la batalla de Tippecanoe. Los estadounidenses los derrotaron y causaron bastante destrucción. En respuesta a esta batalla, Tecumseh, que lideraba la confederación aliada con el Reino Unido, llevó a su gente a la guerra contra los Estados Unidos en un conflicto que más tarde se conocería como la guerra de Tecumseh, parte de la guerra de 1812. Sin embargo, la confederación se desmoronó en 1813 después de la muerte de Tecumseh en la batalla del Támesis.

## Formación
Después del Tratado de Greenville de 1795, los nativos americanos del Territorio del Noroeste comenzaron a abandonar las tierras que habían cedido a los Estados Unidos. Muchos, incluidos los lenape y los shawnee, se mudaron hacia el oeste por invitación del pueblo miami para establecerse en áreas que ellos consideraban suyas. Las tribus se mezclaron entre sí, y la mayoría de las aldeas estaban pobladas por personas de diferentes tribus. Aunque vivían juntos, no se consideraban una unión de pueblos. Los miami dominaban gran parte del centro de lo que hoy es Indiana, mientras que la poderosa tribu Pottawatomie vivía en el norte de Indiana y Míchigan. Los wea, los kickapoo (que estaban relacionados con los miami) y los piankeshaw tenían aldeas en el oeste de Indiana y el este de Illinois. Los piankeshaw luego se mudaron hacia el norte, mezclándose aún más con los wea y los kickapoo, después del Tratado de Vincennes de 1803. Los sauk, otra tribu importante, vivían en el norte de Illinois, al oeste de los miami.
Después de la guerra indígena del Noroeste, los shawnee, que habían perdido gran parte de su territorio, se mudaron al noroeste de Ohio y al noreste de Indiana. Los lenape, que también habían perdido su tierra, se trasladaron al centro-sur de Indiana. Otras tribus, como los wyandot, meskwaki, winnebago, odawa, mingo, seneca y otras, también tenían aldeas en la región. El liderazgo se organizaba a nivel de aldea en lugar de a nivel tribal, por lo que a menudo un líder representaba a personas de varias tribus que vivían juntas en el mismo asentamiento. Dentro de las aldeas, el liderazgo estaba dividido entre jefes de guerra y jefes civiles. Los jefes civiles se encargaban de negociar tratados y mantener relaciones exteriores, mientras que los jefes de guerra asumían el control en tiempos de conflicto. Con el tiempo, a medida que los jefes de guerra como Little Turtle fueron perdiendo poder después de la guerra, esa gran confederación de aldeas comenzó a desmoronarse, y los jefes civiles empezaron a animar a su gente a colaborar con los Estados Unidos para mantener la paz.

### Renacimiento religioso

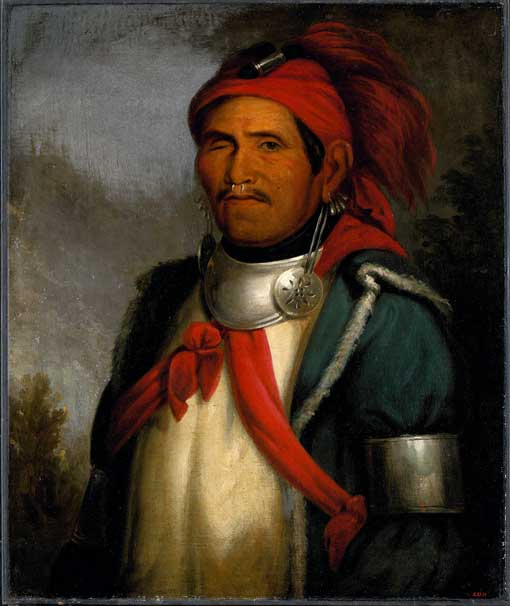
Tenskwatawa, de Charles Bird King

En mayo de 1805, el jefe lenape Buckongahelas, uno de los líderes más importantes de la región, murió de viruela o gripe. Los pueblos cercanos pensaron que su muerte era obra de brujería, lo que desató una caza de brujas que resultó en la muerte de varias personas acusadas de ser brujas lenape. Esta caza de brujas llevó al surgimiento de un renacimiento religioso nativista liderado por el hermano de Tecumseh, Tenskwatawa ("El Profeta"), quien se convirtió en un líder destacado entre los que habían participado en la caza de brujas. Su popularidad creció rápidamente gracias al apoyo de Blue Jacket, un importante jefe de guerra shawnee. La creciente influencia de Tenskwatawa pronto se convirtió en una amenaza para los jefes que preferían adaptarse a los estadounidenses, a los que buckongahelas había pertenecido. Entre las personas acusadas de brujería había un misionero cristiano que había estado viviendo entre los lenape, y todas ellas fueron torturadas. Una de las víctimas fue parcialmente quemada, lo que la llevó a confesar su brujería y a mencionar a sus supuestos cómplices.
Tenskwatawa fue muy influenciado por las enseñanzas de Neolin y Scattamek, dos líderes religiosos lenape que habían muerto años antes y que habían predicho un apocalipsis en el que los hombres blancos serían vencidos por fuerzas sobrenaturales. Como parte de sus enseñanzas, Tenskwatawa animó a los nativos a rechazar las costumbres de los estadounidenses blancos, como el alcohol, la ropa de estilo europeo y las armas de fuego. También pidió a las tribus que no cedieran más tierras a los Estados Unidos. Muchos nativos que estaban dispuestos a cooperar con los estadounidenses fueron acusados de brujería y algunos fueron ejecutados por los seguidores de Tenskwatawa. Black Hoof fue acusado de participar en la caza de brujas, pero salió ileso. Desde su aldea en Greenville, Tenskwatawa afectó la relación amistosa de Black Hoof con los estadounidenses, aumentando las tensiones con los colonos de la región. Atraía a muchos seguidores, principalmente shawnee, aunque algunos de sus primeros seguidores también eran wyandot, mingo y odawa. Black Hoof y otros líderes tribales empezaron a presionar a Tenskwatawa y a sus seguidores para que se fueran de la zona y evitaran un conflicto abierto.
El jefe pottawatomie Winamac, que también era un líder religioso y pedía el regreso a muchas de las antiguas costumbres, aunque quería acceso a la tecnología agrícola estadounidense, invitó a Tenskwatawa al noroeste de Indiana. Tenskwatawa aceptó la invitación y fundó la aldea de Prophetstown cerca de la confluencia de los ríos Wabash y Tippecanoe, en tierras que eran reclamadas por los miami. La Pequeña Tortuga advirtió a los shawnee que no eran bienvenidos allí, pero sus advertencias fueron ignoradas.
Las enseñanzas religiosas de Tenskwatawa se volvieron cada vez más militantes después de un tratado de 1807 entre los estadounidenses, meskwaki y sauk. Este tratado provocó que los Sauk perdieran su principal asentamiento, lo que generó gran indignación entre los miembros de las dos tribus. Muchos de los descontentos se unieron al profeta y a sus enseñanzas. Los piankeshaw y los kickapoo, que también se vieron afectados negativamente por los tratados, se mudaron más cerca de Prophetstown. La creciente popularidad de Tenskwatawa atrajo a seguidores nativos americanos de muchas tribus diferentes, incluidos los shawnee, chickamauga, tutelo, ojibwe/chippewa, mascouten y potawatomi.
Willig (1997) sostiene que Tippecanoe no solo era la comunidad nativa americana más grande de la región de los Grandes Lagos, sino que también servía como un importante centro cultural para los indígenas y como una última muralla de defensa contra los blancos. Tippecanoe, conocida como Prophetstown para los blancos, era un bastión religioso intertribal a lo largo del río Wabash en Indiana, albergando a tres mil nativos americanos y actuando como una barrera temporal contra el avance de los colonos hacia el oeste. Bajo el liderazgo de Tenskwatawa y Tecumseh, miles de indígenas de habla algonquina se reunieron en Tippecanoe en busca de fortaleza espiritual. Los intentos del gobierno de los Estados Unidos, desde la administración de George Washington hasta la de William Henry Harrison, para desalojar la región de las tribus indígenas finalmente tuvieron éxito, ya que los indígenas se vieron obligados a retirarse hacia el oeste en 1840 para escapar de la creciente llegada de blancos a su territorio.

### El ascenso de Tecumseh
En 1808, Tecumseh empezó a ser reconocido como un líder en su comunidad. Estaba furioso por la continua pérdida de tierras a manos de los estadounidenses y comenzó a recorrer la región sur de los Grandes Lagos para reunirse con los líderes de las aldeas. Les instaba a dejar de colaborar con los estadounidenses y amenazaba con matar a los jefes que seguían trabajando con ellos. Tecumseh contaba con posiblemente hasta 5,000 guerreros a su disposición, distribuidos por el noroeste.
A finales de 1808, las autoridades británicas en Canadá le propusieron formar una alianza, pero él se negó. No fue hasta 1810 que los estadounidenses empezaron a prestarle atención. Tecumseh finalmente emergió como el líder de la confederación, pero esta confederación se construyó sobre la base establecida por el atractivo religioso de su hermano menor.
Tecumseh se convirtió rápidamente en el líder nativo americano más influyente en el noroeste de los Estados Unidos y empezó a fijar su mirada hacia el sur. En 1811, viajó para reunirse con los líderes de las Cinco Tribus Civilizadas, con la esperanza de unirlos a su confederación del norte. Pensaba que con su ayuda podrían ser lo suficientemente fuertes para desafiar a los estadounidenses, quienes se verían obligados a luchar contra ellos a lo largo de toda la frontera de mil millas. Sin embargo, se encontró con resistencia y rechazo; solo una pequeña parte de los creeks aceptó su llamado a las armas, lo que llevó a la posterior Guerra Creek.

## La Guerra de Tecumseh
Las tensiones ya estaban en aumento rápidamente a medida que la gente se daba cuenta de los objetivos de guerra de Tecumseh. Mientras aún estaba en el sur, lanzó un ataque preventivo contra Prophetstown, derrotando a su hermano y a una fuerza de 500 a 700 guerreros en la batalla de Tippecanoe. Esta derrota fue un golpe devastador para la confederación, que nunca se recuperó del todo.
Tecumseh regresó y empezó a reconstruir la confederación. Con el estallido de la guerra de 1812, se alió con los británicos en Canadá, lo que le permitió obtener rifles, balas y pólvora. Tecumseh llevó a cabo una serie de incursiones coordinadas, atacando puestos estadounidenses en áreas que los británicos habían cedido a los Estados Unidos. Los estadounidenses respondieron rápidamente con una segunda campaña, destruyendo Prophetstown por segunda vez. Los pioneros estadounidenses estaban motivados por agravios que impulsaron su demanda de guerra en 1812.
En general, la confederación de Tecumseh jugó un papel crucial en el desencadenamiento de la guerra de 1812 y en las primeras operaciones en el oeste. En 1812, los guerreros de Tecumseh, actuando como tropas de choque, ayudaron a una pequeña fuerza de 700 soldados británicos y milicianos canadienses a forzar la rendición de 2,500 soldados estadounidenses, amenazando con masacrar a los prisioneros durante el asedio de Detroit. El General William Hull se rindió en Fort Detroit en agosto de 1812 a Sir Isaac Brock, quien era un confidente de Tecumseh, sin ofrecer resistencia. La guerra fronteriza de Tecumseh obligó a los estadounidenses a adoptar acciones de retaguardia, dividiendo sus fuerzas y evitando que concentraran suficientes tropas para invadir y ocupar con éxito el área estratégicamente importante de Canadá Superior (Quebec).
En 1813, la Marina de los EE. UU. tomó el control del lago Erie. Los británicos y Tecumseh abandonaron Detroit y se retiraron hacia el este, donde fueron capturados y destruidos como fuerza militar. Tecumseh murió en la batalla del Támesis cerca de Chatham, Ontario. La pequeña fuerza británica fue rápidamente derrotada, y los 500 guerreros de Tecumseh, que se negaron a retroceder, tuvieron que enfrentarse a una fuerza estadounidense mucho más numerosa, que incluía caballería. La muerte de Tecumseh desmoralizó a sus aliados, y su confederación se disolvió poco después como una entidad organizada, aunque muchas tribus continuaron luchando bajo sus propios líderes, como lo habían hecho antes de su muerte.
Después de la muerte de Tecumseh en 1813, su hermano menor Tenskwatawa conservó un pequeño grupo de seguidores, pero no tuvo un papel significativo entre los nativos americanos en la década siguiente. En 1824, a petición de Lewis Cass, el gobernador del Territorio de Míchigan, el anciano Tenskwatawa regresó a los Estados Unidos desde Canadá para ayudar al gobierno federal con sus planes para trasladar a los shawnees al oeste del río Misisipi. Tenskwatawa esperaba que su participación le permitiera recuperar algo de influencia como líder entre los shawnee.

## Lectura adicional
- Cave, Alfred A. (Winter 2002). «The Shawnee Prophet, Tecumseh, and Tippecanoe: A Case Study of Historical Myth-Making». Journal of the Early Republic 22 (4): 637-674. doi:10.2307/3124761.
- Edmunds, R. David. Tecumseh and the Quest for Indian Leadership  (2nd Edition, 2006)
- Edmunds, R. David. The Shawnee Prophet (1985) excerpt and text search
- Owens, Robert M. (2007). Mr. Jefferson's Hammer:William Henry Harrison and the Origins of American Indian Policy. Norman, Oklahoma: University of Oklahoma Press. ISBN 978-0-8061-3842-8.
- Sugden, John (1997). Tecumseh: A Life. New York: Holt. ISBN 0-8050-6121-5.
- Willig, Timothy D. (October 1997). «Prophetstown of the Wabash: The Native Spiritual Defense of the Old Northwest». Michigan Historical Review 23 (2): 115-158. doi:10.2307/20173677.
- Willig, Timothy D. Restoring the Chain of Friendship: British Policy and the Indians of the Great Lakes, 1783–1815 (2008) excerpt and a text search